# Доназак (Од)
Доназак (фр. Donazac) насеље је и општина у јужној Француској у региону Лангдок-Русијон, у департману Од која припада префектури Лиму.
По подацима из 2011. године у општини је живело 96 становника, а густина насељености је износила 18,97 становника/km². Општина се простире на површини од 5,06 km². Налази се на средњој надморској висини од 285 метара (максималној 388 m, а минималној 203 m).

## Демографија
| 1962. | 1968. | 1975. | 1982. | 1990. | 1999. | 2011. |
| ----- | ----- | ----- | ----- | ----- | ----- | ----- |
| 114   | 144   | 104   | 122   | 89    | 88    | 96    |

График промене броја становника у току последњих година